# بيدرو سيبيدا
بيدرو سيبيدا (بالإنجليزية: Pedro Cepeda)‏ هو لاعب كرة قاعدة أمريكي، ولد في 31 يناير 1905 في Cataño, Puerto Rico ‏ في الولايات المتحدة، وتوفي في 16 أبريل 1955 في سان خوان في بورتوريكو.